# クルマ (アルバニア)
クルマ（アルバニア語: Krumë, Kruma）はアルバニアのクケス州の町であり、同じ州のハス基礎自治体の庁所在地である。2023年の人口は4,814人だった。主な経済的な活動は銅の採掘である。

## 出来事
1995年に黒水とゴミから汚染がクルマ川の生物に消滅を掛けた。近かった農場にいた生物が去って代わられた。1999年4月にユーゴスラビアの軍人は砲弾を発射した。クルマに誰も亡くなったけれども、三軒の家は破壊された。
2015年にこの町、ファイザ、ジナイおよびゴライがハス基礎自治体に合体した。クルマ町はハス基礎自治体の庁所在地になった。

## 人口
2011年には、町の人口は6,006人だった。12年間の後に4,814人に減った。

## 経済
銅の鉱山採掘は主な活動。